# Ernst Opgenoorth
Ernst Opgenoorth (* 12. Februar 1936 in Kleve; † 2. September 2018) war ein deutscher Historiker. Sein Hauptarbeitsgebiet in Forschung, Lehre und Wissenschaftsorganisation war die Geschichte Brandenburg-Preußens einschließlich der Geschichte ihrer Erforschung; er publizierte aber auch zur Kulturgeschichte der DDR, die vor der Wiedervereinigung gelegentlich als der preußischere Teil Nachkriegsdeutschlands betrachtet wurde.

## Leben
Opgenoorth war der Sohn eines Zollbeamten. Vom ehemals preußischen Niederrhein gebürtig, lebte er mit seiner Familie während der Schlussphase des Zweiten Weltkriegs eine Zeitlang in Mecklenburg. Das Abitur erwarb er am Beethoven-Gymnasium der Stadt Bonn. Von 1956 bis 1962 studierte er Geschichte, Philosophie und Publizistik an der Universität Bonn und der Freien Universität Berlin. Er war Mitglied der KDB Sigfridia Bonn. 1962 legte er das erste Staatsexamen für das Lehramt ab und wurde bei Walther Hubatsch an der Philosophischen Fakultät der Universität Bonn nach Archivstudien, die ihn auch in die DDR geführt hatten, mit der Dissertation Die Ballei Brandenburg des Johanniterordens im Zeitalter der Reformation und Gegenreformation zum Dr. phil. promoviert. Nachdem der ein Volontariat bei der Wochenzeitschrift Bochumer Blätter begonnen hatte, wurde er 1963 in Bonn der erste Assistent von Hubatsch. 1971 habilitierte er sich nach einem zweijährigen Habilitationsstipendium der Deutschen Forschungsgemeinschaft mit dem ersten der zwei Bände seiner Biographie Friedrich Wilhelm. Der große Kurfürst von Brandenburg. Eine politische Biographie. 1972 wurde er zum außerplanmäßigen Professor ernannt. Erst 1980 wurde seine Diätendozentur im Zuge der nordrhein-westfälischen Hochschulreform in eine C3-Professur auf Lebenszeit umgewandelt. Auch deshalb blieb er zunächst weiter journalistisch tätig. 1998 ließ er sich vorzeitig pensionieren. Wegen seiner Tätigkeit als Vertrauensdozent der Friedrich-Naumann-Stiftung nannte er sich scherzhaft den Linksaußen des traditionell sehr konservativen Seminars.
Von 1963 bis 1970 gehörte Opgenoorth der Wissenschaftlichen Kommission der Bundesrepublik Deutschland für die 13. Europäische Kunstausstellung über den Johanniterorden in Valletta/Malta an. Er war Gründungsmitglied der Arbeitsgemeinschaft zur Geschichte Preußens, in deren Vorstand er von 1973 bis 1992 saß, sowie Mitglied des Beirats des Instituts für den Wissenschaftlichen Film in Göttingen. Von 1983 bis 1998 war er Vorstandsmitglied der Historischen Kommission für ost- und westpreußische Landesforschung. Darüber hinaus wurde er Mitglied der Preußischen Historischen Kommission. Von 1975 bis 1990 war er Mitglied des Kuratoriums der Friedrich-Naumann-Stiftung.
Seine 1969 erstmals erschienene Einführung in das Studium der neueren Geschichte erlebte sieben Auflagen. Ulrich Greiner hob in seiner Rezension in der Frankfurter Allgemeinen Zeitung als besonderes Verdienst hervor, dass der Verfasser „sich der Mühe unterzogen“ habe, „auf das Selbstverständnis der Geschichtsschreibung und ihren Wissenschaftsbegriff einzugehen“. Zur Festschrift seines zeitweiligen Bonner Kollegen Michael Salewski, der ebenfalls Schüler von Hubatsch war und das für Historiker ungewöhnliche Forschungsfeld der Science-Fiction bearbeitete, steuerte Opgenoorth einen Beitrag über J. R. R. Tolkien bei, der dessen Fantasy-Romane als „fiktive Geschichtsschreibung“ interpretierte.
Ernst Opgenoorth hatte mit seiner 1986 verstorbenen Ehefrau Freia zwei Söhne.

## Schriften (Auswahl)
- Die Ballei Brandenburg des Johanniterordens im Zeitalter der Reformation und Gegenreformation (= Jahrbuch der Albertus-Universität zu Königsberg, Preußen. Beiheft 24). Holzner, Würzburg 1963.
- „Ausländer“ in Brandenburg-Preußen als leitende Beamte und Offiziere 1604–1871 (= Jahrbuch der Albertus-Universität zu Königsberg, Preußen. Beiheft 28). Holzner, Würzburg 1967.
- Einführung in das Studium der neueren Geschichte. Mit einem Geleitwort von Walther Hubatsch, Westermann, Braunschweig 1969 (mit Günther Schulz, 7. vollständig neu bearbeitete Auflage, Schöningh (UTB), Paderborn 2010, ISBN 978-3-8252-1553-8).
- Friedrich Wilhelm. Der große Kurfürst von Brandenburg. Eine politische Biographie. Musterschmidt, Göttingen u. a. 1972/78.

- Band 1: 1620–1660 (1972).
- Band 2: 1660–1688 (1978).

- Volksdemokratie im Kino. Propagandistische Selbstdarstellung der SED im DEFA-Dokumentarfilm 1946–1957. Verlag Wissenschaft und Politik, Köln 1984, ISBN 3-8046-8644-3.
- mit Konrad Repgen, Michael Salewski: In memoriam Walther Hubatsch. Reden gehalten am 21. November 1985 bei der akademischen Gedenkfeier der Philosophischen Fakultät der Rheinischen Friedrich-Wilhelms-Universität Bonn (= Alma mater. Band 61). Bouvier. Bonn 1986, ISBN 3-416-09156-6.
- Handbuch der Geschichte Ost- und Westpreußens (= Einzelschriften der Historischen Kommission für Ost- und Westpreußische Landesforschung. Band 10). Im Auftrag der Historischen Kommission für ost- und westpreußische Landesforschung, Mehrteilig, Verlag Nordostdeutsches Kulturwerk, Lüneburg 1994 ff.

- Teil 1: Von der Teilung bis zum schwedisch-polnischen Krieg, 1466–1655 (1994, ISBN 3-922296-77-7).
- Teil 2: Vom schwedisch-polnischen Krieg bis zur Reformzeit, 1655–1807 (1996, ISBN 3-922296-88-2).
- Teil 3: Von der Reformzeit bis zum Vertrag von Versailles, 1807–1918 (1998, ISBN 3-932267-09-5).
- Teil 4: Vom Vertrag von Versailles bis zum Ende des zweiten Weltkrieges, 1918–1945 (1997, ISBN 3-932267-06-0).

- Johann Gustav Droysen und seine Briefpartner. Eine kommunikationsgeschichtliche Studie. In: Jahrbuch zur Liberalismus-Forschung 27 (2015), S. 149–182.